# Stamatios Krimigis
Stamatios (Tom) M. Krimigis est un physicien gréco-américain spécialiste de l'instrumentation scientifique des sondes spatiales explorant le système solaire.
Il a été responsable du développement de l'instrument MIMI embarqué sur Cassini–Huygens, de LECP sur Voyager 1 et Voyager 2 et de CPME sur Explorer 47 (en). Il a été co-responsable du développement de  l'instrument LAN/HI-SCALE embarqué  sur l'orbiteur solaire Ulysses, d'EPIC sur GEOTAIL, d'EDP sur Galileo, TRD sur Mariner 3 et de LECR sur Mariner 4,. Krimigis a également participé aux développement des missions Advanced Composition Explorer, Mariner 5, MESSENGER et New Horizons,,. En 1999, l'Union astronomique internationale a nommé l'astéroïde 8323 Krimigis (1979 UH) en son honneur.

## Biographie
Stamatios Krimgis est né en 1938 à Vrontados (en) de Chios, en Grèce. Il obtient, aux États-Unis à l'université du Minnesota  une licence de physique en 1961, puis une maîtrise universitaire ès sciences à l'université de l'Iowa en 1963 et son doctorat  en physique en 1965. Il y est l'élève de James Van Allen.
Il devient en 1980 responsable du développement de l'instrumentation scientifiques au département des sciences spatiales du laboratoire Applied Physics Laboratory à l'université Johns-Hopkins à Laurel (Maryland) puis en 1991 responsable de ce département qui regroupe environ 500 scientifiques, ingénieurs et techniciens. Il est membre de l'Académie d'Athènes où il est titulaire d'une chaire de sciences spatiales.